# Jaime Moura
Jaime José Nunes de Moura (Felgueiras, 1947 - Cristelos, Lousada, 15 de Fevereiro de 2008) foi um empresário e político português. Graças ao seu trabalho no impulsionamento do desporto automóvel na região, era frequentemente considerado o "Pai do automobilismo no Vale do Sousa".
Jaime Moura foi uma das mais prestigiadas figuras do concelho de Lousada entre as décadas de 80 e 2000. Foi o fundador e Presidente do Clube Automóvel de Lousada entre 1987 e 2006, saindo em diferendo com a Federação Portuguesa de Automobilismo e Karting (FPAK). Foi ainda líder da Associação de Cultura Musical de Lousada e da Assembleia Recreativa e Desportiva Louzadense e dirigente da Associação Desportiva de Lousada, da Associação Humanitária dos Bombeiros Voluntários de Lousada e da Associação Industrial de Lousada.
Jaime Moura faleceu aos 61 anos, vítima de doença prolongada, pelas 19.30 horas de 15 de Fevereiro de 2008, na sua residência.

## Biografia

### Política
Jaime Moura fez uma incursão pela política, tendo-se candidatado à presidência da Câmara de Lousada em dois mandatos consecutivos, primeiro em 1989 pelo então CDS (como independente), e depois pelo PSD, partido no qual se filiou em 1993. Foi também Vice-Presidente da Câmara Municipal durante o executivo da Aliança Democrática, então liderado por Amílcar Neto, que durou até 1989.

### Automobilismo
Moura foi fundador e sócio n.º 1 do Clube Automóvel de Lousada, tendo sido seu Presidente durante 20 anos. Tornou-se um dos mais importantes dirigentes no panorama do desporto automóvel nacional. A ele se deve o facto de Lousada ter sido considerada pelos aficionados da modalidade como a “Capital do Automobilismo”, durante a década de 90 e princípios do novo século. Apenas deixou para trás o sonho de construir um autódromo em Lousada, projecto que iniciou em 1985, mas impossível de concretizar, devido a factores económicos.
Abandonou a presidência do Clube em 2006, depois da FPAK ter anunciado a intenção de alternar a realização do Europeu de Rallycross entre o circuito de Lousada e Montalegre.

### Empreendimento
Empresário de sucesso, Moura era sócio-gerente da FAMO, uma empresa de mobiliário de escritório, sedeada em Lousada e com filiais em países dos continentes europeu, americano, asiático e africano (essencialmente em Angola).